# ويليام كونينغهام (لاعب كرة قدم أمريكية)
ويليام كونينغهام (بالإنجليزية: William Cunningham)‏ هو لاعب كرة قدم أمريكية أمريكي، ولد في 13 يوليو 1872 في Volant, Pennsylvania ‏ في الولايات المتحدة، وتوفي في سبتمبر 1957 في غروف سيتي ‏ في الولايات المتحدة.